# 李侗 (南宋)

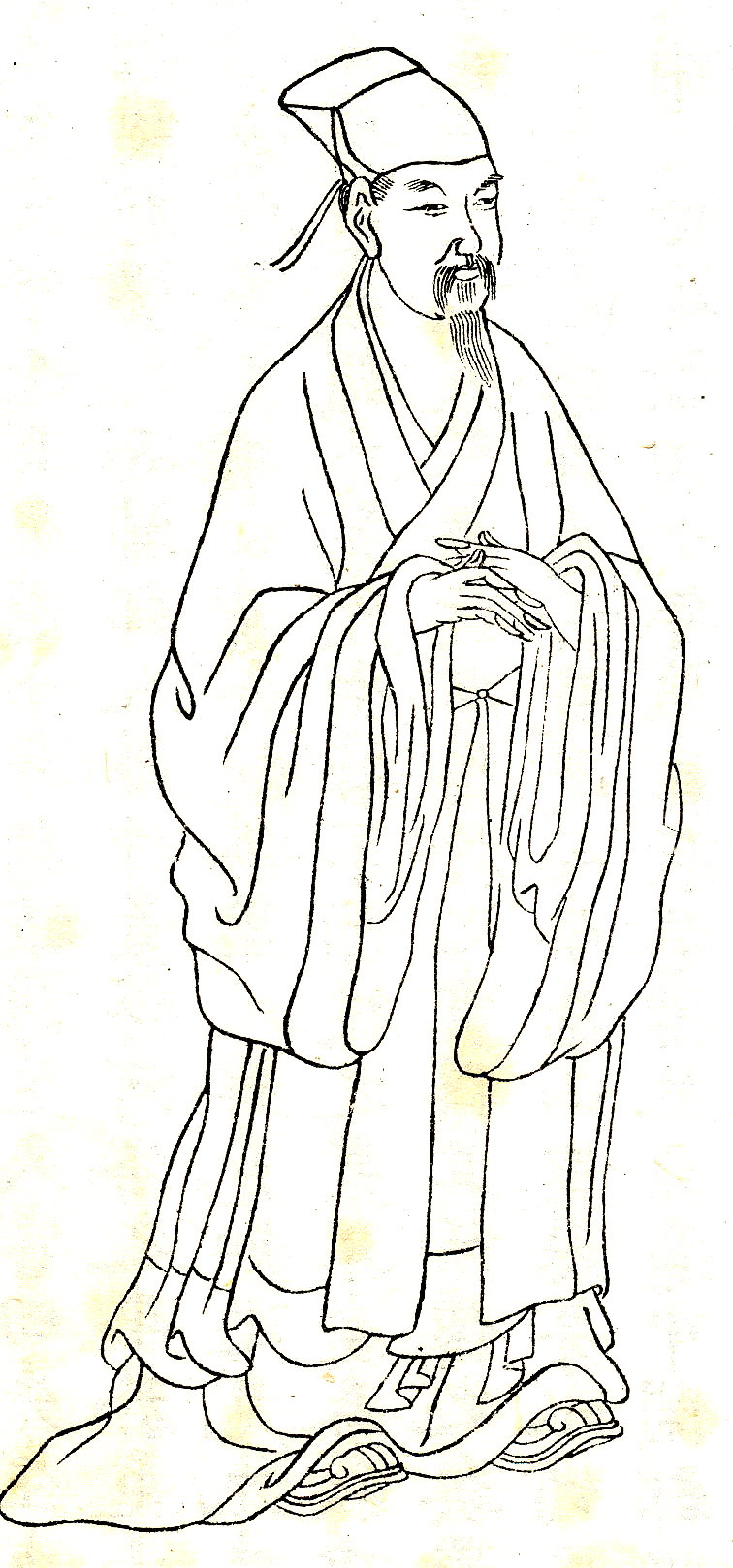
李侗（『晩笑堂竹荘画伝』より）

李 侗（り とう、元祐8年（1093年）- 隆興元年10月15日（1163年11月12日））は、中国南宋時代の儒学者。字は愿中、号は延平。諡は文靖。

## 略伝
南剣州剣浦県（現在の福建省南平市延平区）の出身。14歳の時に、同じ郡にいた羅従彦が宋学の大家である楊時より二程（程顥・程頤）の学を承けたと聞いて弟子となり、学問を究めて従彦が賞賛するほどになった。後に山田に住居を定め、40年間も世間との交わりを絶って一心に学問に精進した。宋学を大成した朱熹は弟子である。世は延平先生と称し、71歳で没する。明の万暦年間に孔子廟に従祀された。著に『延平問答』と『語録』がある。また清の張伯行が編纂した『李延平集』4巻があり、問答の他に詩文を載せている。